# Logo
 Denne artikel omhandler logo i betydningen varemærke. Opslagsordet har også en anden betydning, se Logo (flertydig).
Logo er symbol eller kendemærke for en virksomhed, en organisation eller en offentlig virksomhed. 

## Beskyttelse af logoer
Erhvervsdrivendes logoer (registrerede varemærker) er beskyttet af ophavsret og kan ikke uden videre gengives frit. For disse gælder beskyttelsen i 10 år fra seneste registrering, hvorefter der er en frist på 6 måneder til fornyelse. Først hvis der ikke er sket en fornyelse, eller registreringen af andre årsager er ophævet, er varemærket/logoet frit og kan gengives på fx Wikipedia.